# کارل شفر
کارل شفر (انگلیسی: Karl Schäfer؛ ۱۷ مهٔ ۱۹۰۹ – ۲۳ آوریل ۱۹۷۶) اسکیت‌باز نمایشی و شناگر اهل اتریش بود.